# اسم فني

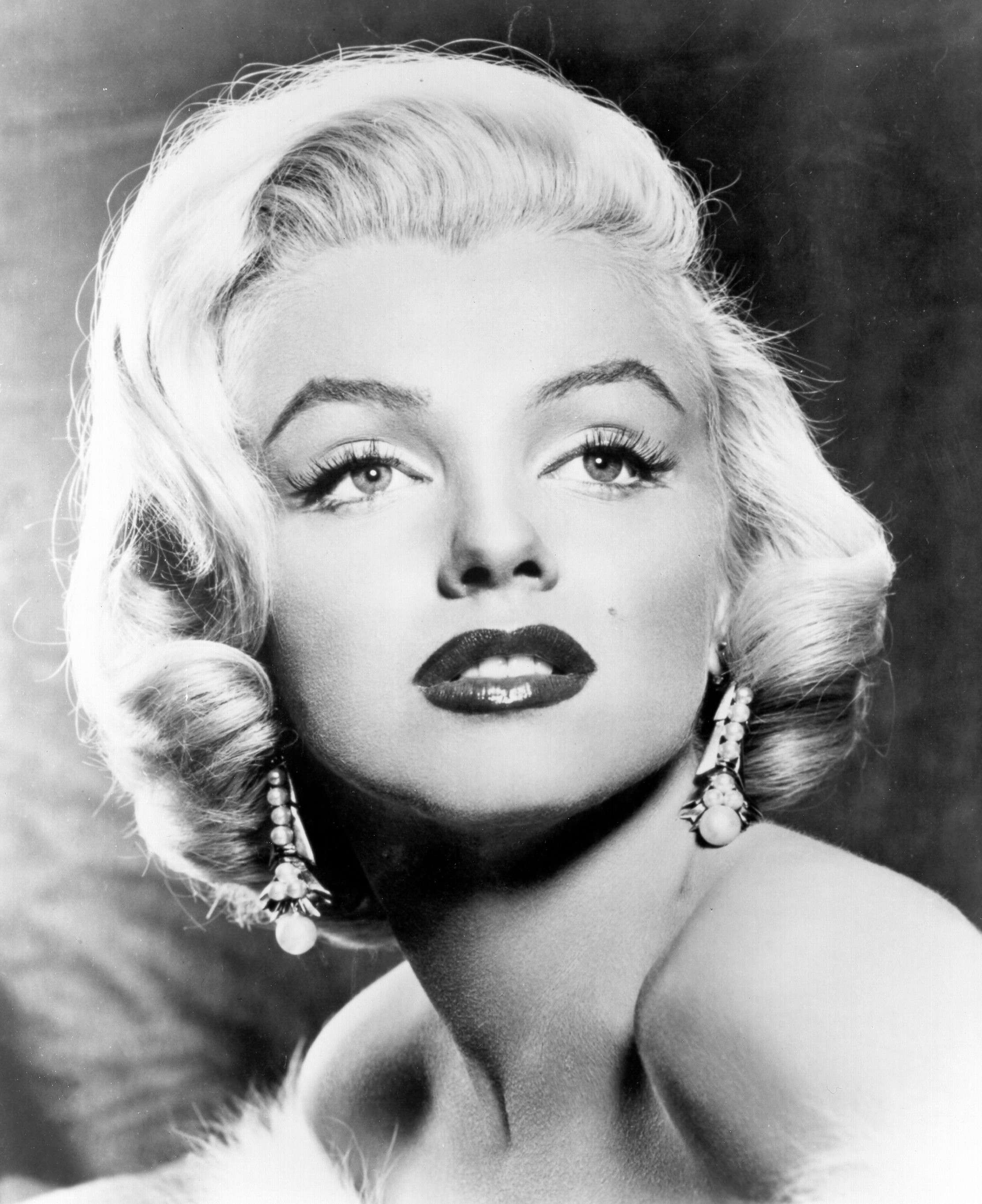

الاسم الفنّي هو اسم مستعار يُلقِب به المشاهير كالممثلين والمغنين أنفسهم، أو يطلق عليهم مع الوقت من قبل مشجعيهم أو من قبل الصحافة المتخصصة.
هناك عدة أسباب تدفع الفنانين لتغيير أسمائهم الحقيقية، منها:
1. أن يكون الاسم الحقيقي للفنان شعبياً أو أجنبياً أو ثقيلاً على السماع.
2. أن يكون الفنان جاء من بيئة محافظة، لذلك قد يؤدي امتهانه الفن نوعاً من الإحراج لأهله، لذلك قد يكون من الأفضل تغيير اسمه.
3. أن يختصر الفنان جزءاً من اسمه الحقيقي لطوله، أو لأي سبب آخر، كأن يحذف اسم أبيه، ويُبقي على اسم جدّه.

## فنانون أسماؤهم الفنية تختلف كثيراً عن أسمائهم الحقيقية
| الاسم الفني     | الاسم الحقيقي                          |
| --------------- | -------------------------------------- |
| إبرهيم رأفت     | إبراهيم محمد أمين                      |
| أحمد عدوية      | أحمد محمد مرسي                         |
| أحلام           | فاطمة النبوية محمود السيد الملاح       |
| ألمظ            | سكينة                                  |
| أم كلثوم        | فاطمة بنت الشيخ إبراهيم السيد البلتاجي |
| ثريا حلمي       | زكية علي محجوب                         |
| رجاء عبده       | اعتدال عبده                            |
| شادية           | فاطمة أحمد كمال شاكر                   |
| شريفة فاضل      | شريفة محمود أحمد                       |
| شريفة ماهر      | هدى عامر                               |
| شهرزاد (مغنية)  | شفيقة محمد السيد                       |
| صباح (مغنية)    | جانيت جرجس فغالي                       |
| عبد الحليم حافظ | عبد الحليم علي شبانة                   |
| عقيلة راتب      | عقيلة محمد كامل شاكر                   |
| عماد عبد الحليم | عماد محمد علي سليمان                   |
| عمر فتحي        | محمد عبد الله هندي                     |
| فاتن فريد       | نبيلة عباس                             |
| فيروز           | نهاد رزق وديع حداد                     |
| كاظم الساهر     | كاظم جبّار إبراهيم السامَرَّائي            |
| كمال حسني       | كمال الدين محمد                        |
| لبلبة           | نونيا                                  |
| محرم فؤاد       | محرم حسين أحمد على                     |
| محمد الكحلاوي   | محمد مرسي عبد اللطيف                   |
| محمد الموجي     | محمد أمين محمد                         |
| محمود شكوكو     | محمود إبراهيم إسماعيل                  |
| مدحت عاصم       | مدحت إسماعيل حافظ                      |
| نجاة الصغيرة    | نجاة محمد حسني                         |
| نور الهدى       | ألكسندرا بدران                         |
| هدى سلطان       | بهيجة جمالات فهيمة حبس الحو            |
| هند علام        | زوزو عبد العال حبس الحو                |
| ياسمين الخيام   | إفراج محمود خليل                       |
| ميرنا المهندس   | ميرنا عبد الفتاح رجب                   |

## فنانون أسماؤهم الفنية هي اختصار لأسمائهم الحقيقية
| الاسم الفني         | الاسم الحقيقي                  |
| ------------------- | ------------------------------ |
| إيمان الطوخي        | إيمان محمد الطوخي              |
| بليغ حمدي           | بليغ عبد الحميد حمدي سعد الدين |
| بيرم التونسي        | محمود بيرم التونسي             |
| جمال سلامة          | جمال الدين حافظ أحمد سلامة     |
| حلمي بكر            | حلمي عيد محمد بكر              |
| سعاد حسني           | سعاد محمد حسني                 |
| سعاد محمد           | سعاد محمد المصري               |
| سعد عبد الوهاب      | سعد حسن عبد الوهاب             |
| سيد مكاوي           | سيد محمد علي مكاوي             |
| صلاح جاهين          | محمد صلاح الدين حلمي جاهين     |
| عبد اللطيف التلباني | عبد اللطيف عبد الله التلباني   |
| علي إسماعيل         | علي السيد إسماعيل حسن          |
| علي الحجار          | علي إبراهيم الحجار             |
| عمر خيرت            | عمر علي خيرت                   |
| فؤاد حداد           | فؤاد سليم حداد                 |
| فايدة كامل          | فايدة محمود كامل               |
| كامل الخلعي         | محمد كامل الخلعي               |
| كمال الطويل         | كمال محمود زكي الطويل          |
| محمد الحلو          | محمد حسن الحلو                 |
| محمد عبد الوهاب     | محمد محمود عبد الوهاب أبو عيسى |
| محمد القصبجي        | محمد علي القصبجي               |
| محمود الشريف        | محمود حسين إبراهيم الشريف      |
| نجاح سلام           | نجاح محي الدين سلام            |